# Формула-1 — Гран-прі Європи 2005
Гран-прі Європи 2005 (офіційно — Formula 1 Grand Prix of Europe 2005) — автоперегони чемпіонату світу з Формули-1, які відбулися 29 травня 2005 року на трасі Нюрбургринг у Нюрбурзі, Німеччина. Це сьомий етап Чемпіонату 2005, 49-й Гран-прі Європи в історії та 15-й як окремий захід. Гонка була другою з шести, проведених протягом восьми тижнів.
Переможцем гонки став Фернандо Алонсо (Renault), який здобув четверту перемогу в сезоні. Друге місце посів Нік Хайдфельд (Williams-BMW), а Рубенсу Баррікеллі (Ferrari) дісталося перше місце на подіумі для Ferrari в 2005 році.

## Звіт

### Передумови
Гран-прі Європи стало сьомим етапом сезону після Гран-прі Монако. Лідером чемпіонату залишався Фернандо Алонсо з 59 очками, випереджаючи Кімі Ряйкконена (27 очок). Команда BAR-Honda повернулася після дискваліфікації за порушення правил на Гран-прі Сан-Марино, але використовувала двигуни, не обслуговувані п’ять тижнів. Red Bull вирішила залишити Вітантоніо Ліуцці на гонку, перед тим як Крістіан Клін замінить його з Гран-прі Канади.

### Треті пілоти (п’ятниця)
Шість команд, що посіли найнижчі місця в Кубку конструкторів 2004, мали право виставити третій болід під час вільних заїздів у п’ятницю. Ці пілоти брали участь у п’ятничних практиках, але не змагалися в кваліфікації чи гонці.
| Конструктор       | №  | Пілот          |
| ----------------- | -- | -------------- |
| McLaren-Mercedes  | 35 | Александр Вюрц |
| Sauber-Petronas   |    | —              |
| Red Bull-Cosworth | 37 | Крістіан Клін  |
| Toyota            | 38 | Рікардо Зонта  |
| Jordan-Toyota     | 39 | Франк Монтагні |
| Minardi-Cosworth  |    | —              |

### Практика
Під час вільних заїздів Крістіян Альберс і Патрік Фрісахер з Minardi зазнали аварій через помилки в пілотуванні. Дженсон Баттон і Такума Сато з BAR-Honda показали конкурентні результати, увійшовши до топ-10.

### Кваліфікація
Кваліфікація змінила формат: замість суми двох сесій використовувалася одна сесія в суботу з повним паливним баком, де пілоти виїжджали в зворотному порядку до результатів попередньої гонки. Нік Хайдфельд здобув перший поул у кар’єрі з часом 1:30.081 перед домашньою публікою. Кімі Ряйкконен кваліфікувався другим, поступившись 0,116 секунди. Марк Веббер, напарник Хайдфельда, посів третє місце. Фернандо Алонсо стартував шостим. Хуан Пабло Монтойя отримав штраф за заміну двигуна, через що стартував п’ятим.

### Гонка
Перед стартом Джанкарло Фізікелла зупинив болід, що призвело до перерваного старту. Його машину відкотили на піт-лейн, а дистанцію гонки скоротили до 59 кіл. На старті Кімі Ряйкконен випередив Ніка Хайдфельда. Марк Веббер зіткнувся з Хуаном Пабло Монтойєю в першому повороті, пошкодивши підвіску та завершивши гонку. Монтойя втратив позиції, фінішувавши сьомим. Ральф Шумахер і Такума Сато пошкодили передні крила на першому колі, що змусило їх заїхати на піт-стоп.
Ряйкконен лідирував, але на 6-му колі, обганяючи Жака Вільнева, який ігнорував сині прапори, заблокував передню праву шину, спричинивши «плоску пляму». Через правила 2005 року зміна шини була заборонена, що викликало вібрації. На 30-му колі Ряйкконен втратив концентрацію, виїхавши за межі траси в шикані Ford, пошкодивши баржеборд. Фернандо Алонсо скорочував відрив, встановивши найшвидше коло (1:30.711) на 44-му колі.
На останньому колі (59-му) у Ряйкконена зламалася передня підвіска через вібрації від пошкодженої шини, і він зійшов у першому повороті. Алонсо переміг, випередивши Хайдфельда на 16,567 секунди. Рубенс Баррікелло фінішував третім. Девід Култгард посів четверте місце, а Міхаель Шумахер — п’яте. Тіаго Монтейру і Крістіян Альберс отримали проїзди піт-лейном за ігнорування синіх прапорів.

## Класифікація

### Кваліфікація
Кваліфікація відбулася 28 травня 2005 року о 14:00 за місцевим часом (UTC+2).
| Поз.     | №  | Пілот               | Конструктор       | Час      | Відст. | Старт |
| -------- | -- | ------------------- | ----------------- | -------- | ------ | ----- |
| 1        | 8  | Нік Хайдфельд       | Williams-BMW      | 1:30.081 |        | 1     |
| 2        | 9  | Кімі Ряйкконен      | McLaren-Mercedes  | 1:30.197 | +0.116 | 2     |
| 3        | 7  | Марк Веббер         | Williams-BMW      | 1:30.368 | +0.287 | 3     |
| 4        | 16 | Ярно Труллі         | Toyota            | 1:30.700 | +0.619 | 4     |
| 5        | 10 | Хуан Пабло Монтойя  | McLaren-Mercedes  | 1:30.890 | +0.809 | 5     |
| 6        | 5  | Фернандо Алонсо     | Renault           | 1:31.056 | +0.975 | 6     |
| 7        | 2  | Рубенс Баррікелло   | Ferrari           | 1:31.249 | +1.168 | 7     |
| 8        | 17 | Ральф Шумахер       | Toyota            | 1:31.392 | +1.311 | 8     |
| 9        | 6  | Джанкарло Фізікелла | Renault           | 1:31.566 | +1.485 | ПЛ1   |
| 10       | 1  | Міхаель Шумахер     | Ferrari           | 1:31.585 | +1.504 | 10    |
| 11       | 12 | Феліпе Масса        | Sauber-Petronas   | 1:32.205 | +2.124 | 11    |
| 12       | 14 | Девід Култгард      | Red Bull-Cosworth | 1:32.553 | +2.472 | 12    |
| 13       | 3  | Дженсон Баттон      | BAR-Honda         | 1:32.594 | +2.513 | 13    |
| 14       | 15 | Вітантоніо Ліуцці   | Red Bull-Cosworth | 1:32.642 | +2.561 | 14    |
| 15       | 11 | Жак Вільнев         | Sauber-Petronas   | 1:32.891 | +2.810 | 15    |
| 16       | 4  | Такума Сато         | BAR-Honda         | 1:32.926 | +2.845 | 16    |
| 17       | 18 | Тіаго Монтейру      | Jordan-Toyota     | 1:35.047 | +4.966 | 17    |
| 18       | 20 | Патрік Фрісахер     | Minardi-Cosworth  | 1:35.954 | +5.873 | 18    |
| 19       | 19 | Нараїн Картікеян    | Jordan-Toyota     | 1:36.192 | +6.111 | 19    |
| 20       | 21 | Крістіян Альберс    | Minardi-Cosworth  | 1:36.239 | +6.158 | 20    |
| Джерела: |    |                     |                   |          |        |       |

Примітки
- ↑  — Джанкарло Фізікелла стартував з піт-лейну через зупинку боліда перед стартом.

### Перегони
Гонка відбулася 29 травня 2005 року о 14:00 за місцевим часом (UTC+2) і тривала 59 кіл.
| Поз.     | №  | Пілот               | Конструктор       | Шини | Кола | Час/Схід        | Старт | Очки |
| -------- | -- | ------------------- | ----------------- | ---- | ---- | --------------- | ----- | ---- |
| 1        | 5  | Фернандо Алонсо     | Renault           | M    | 59   | 1:31:46.648     | 6     | 10   |
| 2        | 8  | Нік Хайдфельд       | Williams-BMW      | M    | 59   | +16.567         | 1     | 8    |
| 3        | 2  | Рубенс Баррікелло   | Ferrari           | B    | 59   | +18.549         | 7     | 6    |
| 4        | 14 | Девід Култгард      | Red Bull-Cosworth | M    | 59   | +31.588         | 12    | 5    |
| 5        | 1  | Міхаель Шумахер     | Ferrari           | B    | 59   | +50.445         | 10    | 4    |
| 6        | 6  | Джанкарло Фізікелла | Renault           | M    | 59   | +51.932         | ПЛ    | 3    |
| 7        | 10 | Хуан Пабло Монтойя  | McLaren-Mercedes  | M    | 59   | +58.173         | 5     | 2    |
| 8        | 16 | Ярно Труллі         | Toyota            | M    | 59   | +1:11.091       | 4     | 1    |
| 9        | 15 | Вітантоніо Ліуцці   | Red Bull-Cosworth | M    | 59   | +1:11.529       | 14    |      |
| 10       | 3  | Дженсон Баттон      | BAR-Honda         | M    | 59   | +1:35.786       | 13    |      |
| 11       | 9  | Кімі Ряйкконен      | McLaren-Mercedes  | M    | 58   | Прокол/Підвіска | 2     |      |
| 12       | 4  | Такума Сато         | BAR-Honda         | M    | 58   | +1 коло         | 16    |      |
| 13       | 11 | Жак Вільнев         | Sauber-Petronas   | M    | 58   | +1 коло         | 15    |      |
| 14       | 12 | Феліпе Масса        | Sauber-Petronas   | M    | 58   | +1 коло         | 11    |      |
| 15       | 18 | Тіаго Монтейру      | Jordan-Toyota     | B    | 58   | +1 коло         | 17    |      |
| 16       | 19 | Нараїн Картікеян    | Jordan-Toyota     | B    | 58   | +1 коло         | 19    |      |
| 17       | 21 | Крістіян Альберс    | Minardi-Cosworth  | B    | 57   | +2 кола         | 20    |      |
| 18       | 20 | Патрік Фрісахер     | Minardi-Cosworth  | B    | 56   | +3 кола         | 18    |      |
| Сх       | 17 | Ральф Шумахер       | Toyota            | M    | 33   | Виліт           | 8     |      |
| Сх       | 7  | Марк Веббер         | Williams-BMW      | M    | 0    | Зіткнення       | 3     |      |
| Джерела: |    |                     |                   |      |      |                 |       |      |

## Положення в чемпіонаті після Гран-прі
|          | Поз. | Пілот           | Очки |
| -------- | ---- | --------------- | ---- |
|          | 1    | Фернандо Алонсо | 59   |
|          | 2    | Кімі Ряйкконен  | 27   |
|          | 3    | Ярно Труллі     | 27   |
|          | 4    | Нік Хайдфельд   | 25   |
|          | 5    | Марк Веббер     | 18   |
| Джерело: |      |                 |      |

|          | Поз. | Конструктор      | Очки |
| -------- | ---- | ---------------- | ---- |
|          | 1    | Renault          | 76   |
|          | 2    | McLaren-Mercedes | 53   |
|          | 3    | Toyota           | 44   |
|          | 4    | Williams-BMW     | 43   |
|          | 5    | Ferrari          | 31   |
| Джерело: |      |                  |      |

- Примітка: Тільки п’ять позицій включено в обидві таблиці.